# Titanogrypa alata
Titanogrypa alata är en tvåvingeart som först beskrevs av Aldrich 1916.  Titanogrypa alata ingår i släktet Titanogrypa och familjen köttflugor. Inga underarter finns listade i Catalogue of Life.